# Mihály Zoltán Orosz
Mihály Zoltán Orosz (* 7. Juli 1969 in Újfehértó) ist ein ungarischer Kommunalpolitiker. 
Gegenwärtig ist er Stadtrat in Nagykálló und war 2005 bis 2017 parteiloser Bürgermeister von Érpatak. Orosz ist ein ehemaliger Grundschullehrer.
Bekanntheit erlangte der 2005 gewählte Bürgermeister vor allem für seine konservative und rechtsradikale Politik. Er steht der Jobbik-Partei nahe und hatte auf ihren Veranstaltungen auch mehrere Auftritte. Orosz hat Sauberkeitsverordnungen erlassen, die meistens bei den im Dorf lebenden Roma kontrolliert werden. Bei Nichteinhaltung können Sozialleistungen gekürzt werden. 2014 musste sich der Bürgermeister Ermittlungen stellen, weil er eine Henkung des israelischen Ministerpräsidenten Benjamin Netanjahu und des Präsidenten Schimon Peres mit Puppen inszeniert hatte. Dabei haben ungarische Medien, sowohl Regierungstreue als auch linke Oppositionelle, das Vorgehen der Behörden begrüßt. Im Jahr 2015 erschien der Dokumentarfilm The Érpatak Model in dem Orosz bei seinen Aktivitäten mit der Kamera begleitet wurde.
Ebenfalls im Jahr 2015 sendete der WDR eine Dokumentation mit dem Titel Der Dorf-Diktator, die sich kritisch mit seinem Vorgehen auseinandersetzt. Hier fiel er vor allem durch teils extrem polemische Äußerungen gegenüber der (west-)europäischen sowie der amerikanischen Kultur und eine ideologische Nähe zum Militarismus auf. Außerdem ließ er in diesem Film immer wieder eine rassistische Grundeinstellung gegenüber Roma erkennen und äußerte sich abfällig über Arbeitslose.